# Tunisie aux Jeux olympiques d'été de 1964
La Tunisie a participé aux Jeux olympiques d'été de 1964 à Tokyo (Japon).
Mohammed Gammoudi et Habib Galhia gagnent les premières médailles (respectivement d'argent et de bronze) remportées par la Tunisie aux Jeux olympiques.

## Résultats par épreuve

### Athlétisme
10 000 mètres hommes
- Mohammed Gammoudi → médaille d'argent (28 min 24 s 8)

5 000 mètres hommes
- Mohammed Gammoudi
  - 14 min 10 s 02 en série
  - forfait en finale

Marathon
- Hedhili Ben Boubaker (en)
  - abandon
- Mhedheb Hannachi
  - abandon

20 kilomètres marche
- Chedly Mergheni
  - 24e en 1 h 41 min 11 s

50 kilomètres marche
- Naceur Ben Messaoud (en)
  - disqualifié

3 000 mètres steeple
- Ayachi Labidi
  - 9 min 02 s en série

### Boxe
Super léger (moins de 63,5 kg)
- Habib Galhia → médaille de bronze
  - vainqueur de Wim Gerlach (en) ( Pays-Bas) au second tour
  - vainqueur de Om Prasad Pun (en) ( Népal) au troisième tour
  - vainqueur de Félix Betancourt (en) ( Cuba) aux quarts de finale
  - battu par Yevgeniy Frolov ( Union soviétique) en demi-finale

Plume (moins de 57 kg)
- Tahar Ben Hassen
  - vainqueur de Peter Weiss (en) ( Autriche) au premier tour
  - battu par Anthony Villanueva ( Philippines) au second tour

### Judo
Toutes catégories (open)
- Mohamed Hachicha
  - battu par Theodore Boronovskis ( Australie) puis par John Ryan (en) ( Irlande)